# Liste der Nummer-eins-Hits in Irland (1996)
Dies ist eine Liste der Nummer-eins-Hits in Irland im Jahr 1996. Sie basiert auf den offiziellen Singlecharts in Irland, die im Auftrag der Irish Recorded Music Association (IRMA) erstellt werden. Es gab in diesem Jahr 17 Nummer-eins-Singles und 9 Nummer-eins-Alben.

## Singles
| ← 1995 ← | Liste der Nummer-eins-Hits in Irland | Liste der Nummer-eins-Hits in Irland | Liste der Nummer-eins-Hits in Irland | 1997 →                    |
| \| Zeitraum \| Wo. ges. \| Interpret \| Titel Autor(en) \| Zusätzliche Informationen \| \| (Zeitraum, Wochen auf Platz eins, Interpret, Titel, Autor[en], zusätzliche Informationen) \| \| \| \| \| \| ----------------------------------------------------------------------------------------- \| -------- \| ------------------------------ \| --------------------------------------------------------------------------------------------------------------------------------------------------------------------------------- \| ------------------------- \| \| 25. Dezember 1995 – 5. Januar 1996 1 Woche \| 1 \| Boyzone \| Father and Son Yusuf Islam \| – \| \| 6. Januar 1996 – 12. Januar 1996 1 Woche \| 1 \| George Michael \| Jesus to a Child George Michael, Andrew J. Ridgeley \| – \| \| 13. Januar 1996 – 16. Februar 1996 5 Wochen \| 5 \| Babylon Zoo \| Spaceman Jasbinder Singh Mann \| – \| \| 17. Februar 1996 – 23. Februar 1996 1 Woche \| 1 \| Oasis \| Don’t Look Back in Anger Noel Thomas Gallagher \| – \| \| 24. Februar 1996 – 15. März 1996 3 Wochen \| 3 \| Take That \| How Deep Is Your Love Barry Alan Gibb, Robin Hugh Gibb, Maurice Ernest Gibb \| – \| \| 16. März 1996 – 3. Mai 1996 7 Wochen \| 7 \| Richie Kavanagh \| Aon Focal Eile Richie Kavanagh \| – \| \| 4. Mai 1996 – 31. Mai 1996 4 Wochen \| 4 \| Men United \| Man United Man David Carton, Pierce Henry Doherty, John Andrew Donnelly, Brendan Leo Mary Moran \| – \| \| 1. Juni 1996 – 7. Juni 1996 1 Woche \| 1 \| The Tony Rich Project \| Nobody Knows Don DuBose, Joseph Brooks Richards \| – \| \| 8. Juni 1996 – 26. Juli 1996 7 Wochen \| 7 \| The Fugees \| Killing Me Softly Musik: Charles Fox; Text: Norman Gimbel \| – \| \| 27. Juli 1996 – 2. August 1996 1 Woche \| 1 \| Fools Garden \| Lemon Tree Volker Hinkel, Peter Freudenthaler \| – \| \| 3. August 1996 – 30. August 1996 4 Wochen \| 4 \| Spice Girls \| Wannabe Matthew Paul Rowbottom, Richard Frederick Stannard, Melanie Janine Brown, Victoria Caroline Beckham, Geraldine Estelle Halliwell, Emma Lee Bunton, Melanie Jayne Chisholm \| – \| \| 31. August 1996 – 13. September 1996 2 Wochen \| 2 \| The Wild Swans \| Dancin’ at the Crossroads Paul Bell, Thomas Brendan Wade \| – \| \| 14. September 1996 – 4. Oktober 1996 3 Wochen \| 3 \| OMC \| How Bizarre Paul Lawrence L. Fuemana, Alan Leo Jansson \| – \| \| 5. Oktober 1996 – 8. November 1996 5 Wochen \| 5 \| Boyzone \| Words Robin Hugh Gibb, Barry Alan Gibb, Maurice Ernest Gibb \| – \| \| 9. November 1996 – 29. November 1996 3 Wochen \| 3 \| Dustin the Turkey & Bob Geldof \| Rat Trap Bob Geldof \| – \| \| 30. November 1996 – 13. Dezember 1996 2 Wochen \| 2 \| The Prodigy \| Breathe Musik: Liam Howlett; Text: Keith Flint, Keith Andrew Palmer, Liam Howlett \| – \| \| 14. Dezember 1996 – 24. Januar 1997 6 Wochen \| 6 \| Spice Girls \| 2 Become 1 Matthew Paul Rowbottom, Richard Frederick Stannard, Victoria Adams, Melanie Janine Brown, Emma Lee Bunton, Melanie Jayne Chisholm, Geraldine Estelle Halliwell \| – \| |                                      |                                      | |                           |
| ← 1995 |                                      |                                      | | → 1997 →                  |
| Zeitraum | Wo. ges.                             | Interpret                            | Titel Autor(en) | Zusätzliche Informationen |
| (Zeitraum, Wochen auf Platz eins, Interpret, Titel, Autor[en], zusätzliche Informationen) |                                      |                                      | |                           |
| 25. Dezember 1995 – 5. Januar 1996 1 Woche | 1                                    | Boyzone                              | Father and Son Yusuf Islam | –                         |
| 6. Januar 1996 – 12. Januar 1996 1 Woche | 1                                    | George Michael                       | Jesus to a Child George Michael, Andrew J. Ridgeley | –                         |
| 13. Januar 1996 – 16. Februar 1996 5 Wochen | 5                                    | Babylon Zoo                          | Spaceman Jasbinder Singh Mann | –                         |
| 17. Februar 1996 – 23. Februar 1996 1 Woche | 1                                    | Oasis                                | Don’t Look Back in Anger Noel Thomas Gallagher | –                         |
| 24. Februar 1996 – 15. März 1996 3 Wochen | 3                                    | Take That                            | How Deep Is Your Love Barry Alan Gibb, Robin Hugh Gibb, Maurice Ernest Gibb | –                         |
| 16. März 1996 – 3. Mai 1996 7 Wochen | 7                                    | Richie Kavanagh                      | Aon Focal Eile Richie Kavanagh | –                         |
| 4. Mai 1996 – 31. Mai 1996 4 Wochen | 4                                    | Men United                           | Man United Man David Carton, Pierce Henry Doherty, John Andrew Donnelly, Brendan Leo Mary Moran                                                                                   | –                         |
| 1. Juni 1996 – 7. Juni 1996 1 Woche | 1                                    | The Tony Rich Project                | Nobody Knows Don DuBose, Joseph Brooks Richards | –                         |
| 8. Juni 1996 – 26. Juli 1996 7 Wochen | 7                                    | The Fugees                           | Killing Me Softly Musik: Charles Fox; Text: Norman Gimbel | –                         |
| 27. Juli 1996 – 2. August 1996 1 Woche | 1                                    | Fools Garden                         | Lemon Tree Volker Hinkel, Peter Freudenthaler | –                         |
| 3. August 1996 – 30. August 1996 4 Wochen | 4                                    | Spice Girls                          | Wannabe Matthew Paul Rowbottom, Richard Frederick Stannard, Melanie Janine Brown, Victoria Caroline Beckham, Geraldine Estelle Halliwell, Emma Lee Bunton, Melanie Jayne Chisholm | –                         |
| 31. August 1996 – 13. September 1996 2 Wochen | 2                                    | The Wild Swans                       | Dancin’ at the Crossroads Paul Bell, Thomas Brendan Wade | –                         |
| 14. September 1996 – 4. Oktober 1996 3 Wochen | 3                                    | OMC                                  | How Bizarre Paul Lawrence L. Fuemana, Alan Leo Jansson | –                         |
| 5. Oktober 1996 – 8. November 1996 5 Wochen | 5                                    | Boyzone                              | Words Robin Hugh Gibb, Barry Alan Gibb, Maurice Ernest Gibb | –                         |
| 9. November 1996 – 29. November 1996 3 Wochen | 3                                    | Dustin the Turkey & Bob Geldof       | Rat Trap Bob Geldof | –                         |
| 30. November 1996 – 13. Dezember 1996 2 Wochen | 2                                    | The Prodigy                          | Breathe Musik: Liam Howlett; Text: Keith Flint, Keith Andrew Palmer, Liam Howlett                                                                                                 | –                         |
| 14. Dezember 1996 – 24. Januar 1997 6 Wochen | 6                                    | Spice Girls                          | 2 Become 1 Matthew Paul Rowbottom, Richard Frederick Stannard, Victoria Adams, Melanie Janine Brown, Emma Lee Bunton, Melanie Jayne Chisholm, Geraldine Estelle Halliwell         | –                         |

## Alben
| ← 1995 ← | Liste der Nummer-eins-Hits in Irland | Liste der Nummer-eins-Hits in Irland | Liste der Nummer-eins-Hits in Irland | 1997 →                    |
| \| Zeitraum \| Wo. ges. \| Interpret \| Titel \| Zusätzliche Informationen \| \| (Zeitraum, Wochen auf Platz eins, Interpret, Titel, zusätzliche Informationen) \| \| \| \| \| \| ------------------------------------------------------------------------------ \| -------- \| -------------------------- \| -------------------------------- \| ------------------------- \| \| 14. Dezember 1995 – 27. März 1996 15 Wochen (insgesamt 20) \| 20 \| Oasis \| (What’s the Story) Morning Glory \| – \| \| 28. März 1996 – 3. April 1996 1 Woche (insgesamt 3) \| 3 \| Take That \| Greatest Hits \| – \| \| 4. April 1996 – 10. April 1996 1 Woche (insgesamt 20) \| 20 \| Oasis \| (What’s the Story) Morning Glory \| – \| \| 11. April 1996 – 24. April 1996 2 Wochen (insgesamt 3) \| 3 \| Take That \| Greatest Hits \| – \| \| 25. April 1996 – 21. August 1996 17 Wochen (insgesamt 18) \| 18 \| Alanis Morissette \| Jagged Little Pill \| – \| \| 22. August 1996 – 4. September 1996 2 Wochen \| 2 \| (Verschiedene Interpreten) \| Now That’s What I Call Music 34 \| – \| \| 5. September 1996 – 11. September 1996 1 Woche (insgesamt 18) \| 18 \| Alanis Morissette \| Jagged Little Pill \| – \| \| 12. September 1996 – 2. Oktober 1996 3 Wochen \| 3 \| R.E.M. \| New Adventures in Hi-Fi \| – \| \| 3. Oktober 1996 – 9. Oktober 1996 1 Woche \| 1 \| Charlie Landsborough \| With You in Mind \| – \| \| 10. Oktober 1996 – 23. Oktober 1996 2 Wochen \| 2 \| Brian Kennedy \| A Better Man \| – \| \| 24. Oktober 1996 – 27. November 1996 5 Wochen \| 5 \| (Verschiedene Interpreten) \| Faith of Our Fathers \| – \| \| 28. November 1996 – 1. Januar 1997 5 Wochen \| 5 \| Dustin \| Unplucked \| – \| |                                      |                                      |                                      |                           |
| ← 1995 |                                      |                                      |                                      | → 1997 →                  |
| Zeitraum | Wo. ges.                             | Interpret                            | Titel                                | Zusätzliche Informationen |
| (Zeitraum, Wochen auf Platz eins, Interpret, Titel, zusätzliche Informationen) |                                      |                                      |                                      |                           |
| 14. Dezember 1995 – 27. März 1996 15 Wochen (insgesamt 20) | 20                                   | Oasis                                | (What’s the Story) Morning Glory     | –                         |
| 28. März 1996 – 3. April 1996 1 Woche (insgesamt 3) | 3                                    | Take That                            | Greatest Hits                        | –                         |
| 4. April 1996 – 10. April 1996 1 Woche (insgesamt 20) | 20                                   | Oasis                                | (What’s the Story) Morning Glory     | –                         |
| 11. April 1996 – 24. April 1996 2 Wochen (insgesamt 3) | 3                                    | Take That                            | Greatest Hits                        | –                         |
| 25. April 1996 – 21. August 1996 17 Wochen (insgesamt 18) | 18                                   | Alanis Morissette                    | Jagged Little Pill                   | –                         |
| 22. August 1996 – 4. September 1996 2 Wochen | 2                                    | (Verschiedene Interpreten)           | Now That’s What I Call Music 34      | –                         |
| 5. September 1996 – 11. September 1996 1 Woche (insgesamt 18) | 18                                   | Alanis Morissette                    | Jagged Little Pill                   | –                         |
| 12. September 1996 – 2. Oktober 1996 3 Wochen | 3                                    | R.E.M.                               | New Adventures in Hi-Fi              | –                         |
| 3. Oktober 1996 – 9. Oktober 1996 1 Woche | 1                                    | Charlie Landsborough                 | With You in Mind                     | –                         |
| 10. Oktober 1996 – 23. Oktober 1996 2 Wochen | 2                                    | Brian Kennedy                        | A Better Man                         | –                         |
| 24. Oktober 1996 – 27. November 1996 5 Wochen | 5                                    | (Verschiedene Interpreten)           | Faith of Our Fathers                 | –                         |
| 28. November 1996 – 1. Januar 1997 5 Wochen | 5                                    | Dustin                               | Unplucked                            | –                         |